# 巴基斯坦奧林匹克協會
巴基斯坦奧林匹克委員會是巴基斯坦的國家奧林匹克委員會。該組織成立於1948年，是國際奧委會和亞洲奧林匹克理事會的成員。1948年，首次派員參加在英國倫敦舉行的夏季奧運會。
現時，巴基斯坦奧林匹克委員會的總部設在第二大城市拉合爾，主席是Syed Arif Hasan。

## 資料來源
1. ↑  .   [2014-02-14]. （原始内容存档于2009-01-06）.